# TLC (음악 그룹)
TLC는 미국의 여자 힙합, R&B, 아이돌 그룹이다. 이들은 Queens of Pop이라고도 불린다. 네 차례 그래미상을 수상했으며, 멤버는 티보즈, 레프트 아이, 칠리이다. 빌보드지에는 이들을 가장 성공한 트리오 그룹이라고 랭크했다. 이들은 "Creep", "No Scrubs", "Waterfall", "Unpretty" 등의 넘버원 히트를 기록한 싱글들을 가지고 있다. 2008년에는 빌보드 지에서 실시한 이 시대 가장 핫한 아티스트 100 리스트에서 56위를 기록했다.
두 번째 앨범이었던 CrazySexyCool는 RIAA지에서 여성 그룹 최초로 상을 받았고 약 1100만장을 팔았다.
2002년, 컴백 앨범인 3D를 발매했지만, 같은 해 멤버인 레프트 아이가 온두라스에서 자동차 사고로 사망하면서 2005년 공식적으로 해체했다.

## 음반 목록
정규 음반
- 1992 : Ooooooohhh...On the TLC Tip
- 1994 : Crazysexycool
- 1999 : Fanmail
- 2002 : 3D
- 2017 : TLC

기타 음반
- 2004 : The Artist Collection - TLC
- 2005 : Now And Forever - The Hits
- 2009 : Playlist : The Very Best of TLC
- 2010 : 12" Masters - The Essential Mixes
- 2013 : S.O.U.L. - TLC